# Ryszard Górecki (żołnierz AK)
Ryszard Aleksander Górecki, ps. „Majtek”, „Rysiek” (ur. 26 lutego 1927 w Warszawie,  zm. 29 września 2012 tamże) – polski architekt, żołnierz Armii Krajowej w stopniu strzelec, uczestnik Akcji Wieniec i powstania warszawskiego.

## Życiorys
Urodził się w rodzinie Walentego, który zginął na początku wojny, i Ewy z domu Wiśniewskiej. Miał trzy siostry. Przed II wojną światową ukończył sześć klas Państwowej Publicznej Szkoły Powszechnej numer 192 na ul. Otwockiej i w 1939 zdał egzamin do Gimnazjum im. Władysława IV.
Przez pierwsze dwa lata okupacji niemieckiej nie uczył się. Dopiero w 1941 zapisał się do szkoły mechanicznej ślusarskiej (którą ukończył w 1943). Jednocześnie w roku szkolnym 1942/43 zapisał się na wieczorowe kursy przygotowawcze do Państwowej Szkoły Budownictwa na poziomie licealnym, którą rozpczął w 1943. Od 1941 działał w konspiracji. Był w drużynie harcerskiej MG–430 wywodzącej się z przedwojennej 23 WDH, tzw. Pomarańczarni. Do 1944 brał udział w małym sabotażu, akcjach i szkoleniach. Podczas powstania warszawskiego walczył w batalionie „Parasol” w rejonie Woli, Starego Miasta i Górnego Czerniakowa. Po upadku powstania wyszedł z Warszawy z ludnością cywilną i dotarł do obozu przejściowego w Pruszkowie. Został wywieziony do obozu pracy w Berlinie, skąd trafił do obozu w Sudetach, gdzie zastał go koniec wojny.
Po wyzwoleniu powrócił do kraju i zamieszkał w Warszawie. W 1952 ukończył studia na Wydziale Architektury Politechniki Warszawskiej. Był członkiem O. Warszawskiego SARP (do 1961). Członek Mazowieckiej Okręgowej Izby Architektów RP.
Autor książek wspomnieniowych o tematyce wojennej.
Zmarł w Warszawie, pochowany na cmentarzu Wojskowym na Powązkach (kwatera E-B-15).

## Publikacje
- Przemoczone pod plecakiem 18 lat
- Epitafium żołnierzowi „Parasola”

## Ordery i odznaczenia
- Krzyż Kawalerski Orderu Odrodzenia Polski
- Krzyż Walecznych
- Krzyż Partyzancki
- Warszawski Krzyż Powstańczy[5]
- Krzyż Armii Krajowej

Źródło:.